# Skalsko (Mladá Boleslav-i járás)
Skalsko település Csehországban, a Mladá Boleslav-i járásban. Skalsko Boreč, Sudoměř, Doubravička, Kovanec, Kováň és Kluky településekkel határos. Lakosainak száma 384 fő (2024. január 1.).

## Népesség
A település lakosságának változását az alábbi diagram mutatja:
| Lakosok száma | 558  | 588  | 572  | 367  | 298  | 397  | 417  | 413  | 382  | 384  |
|               | 1869 | 1900 | 1921 | 1961 | 1980 | 2011 | 2016 | 2019 | 2021 | 2024 |